# Cotham (Nottinghamshire)
Cotham – wieś i civil parish w Anglii, w hrabstwie Nottinghamshire, w dystrykcie Newark and Sherwood. Leży 23 km na wschód od miasta Nottingham i 174 km na północ od Londynu. W 2001 roku civil parish liczyła 67 mieszkańców. Cotham jest wspomniana w Domesday Book (1086) jako Cotes/Cotun(e).